# Косовсько-Митровицький округ
42°53′24″ пн. ш. 20°52′12″ сх. д. / 42.89000° пн. ш. 20.87000° сх. д.
Косовсько-Митровицький округ (серб. Косовско-митровачки округ алб. Komuna e Mitrovicës) — адміністративний округ Республіки Косово. Центр округу — місто Косовська Митровиця.
Округ відповідає адміністративному поділу УНМІК. За сербським адміністративним поділом входить у автономний край Косово і Метохія.

## Общини
6 громад об'єднують 335 населених пунктів.
| №     | Громада             | Площа, км² | Число населених пунктів |
| ----- | ------------------- | ---------- | ----------------------- |
| 1     | Вучитрн             | 353        | 67                      |
| 2     | Звечан              | 123        | 35                      |
| 3     | Зубин-Поток         | 328        | 63                      |
| 4     | Косовська Митровиця | 336        | 49                      |
| 5     | Лепосавич           | 539        | 71                      |
| 6     | Србиця              | 374        | 50                      |
| Разом | 2054                | 335        |                         |

## Міста
- Вучитрн
- Звечан
- Зубин-Поток
- Косовська Митровиця
- Лепосавич
- Србиця

## Населення

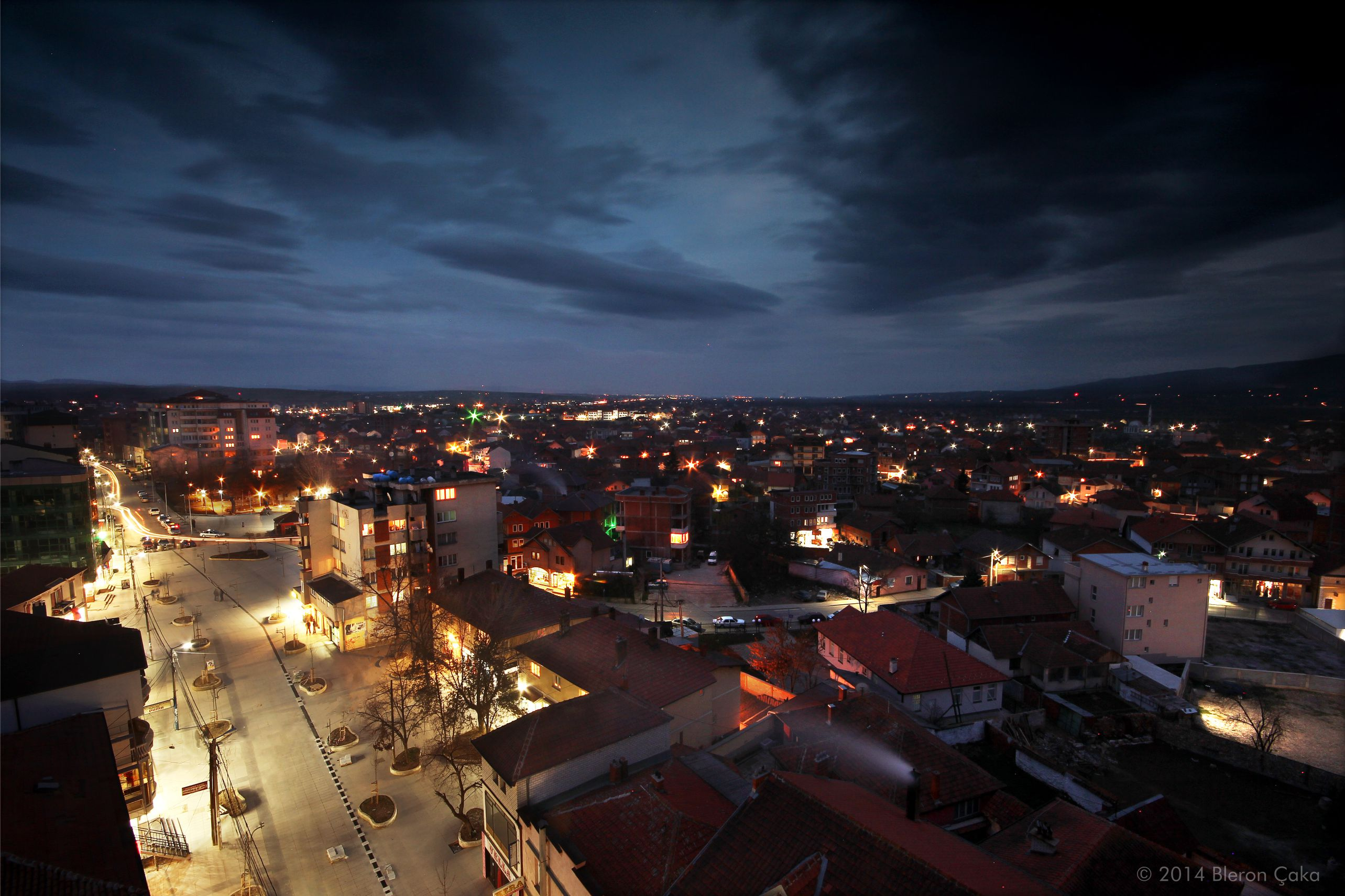
Вучитрн

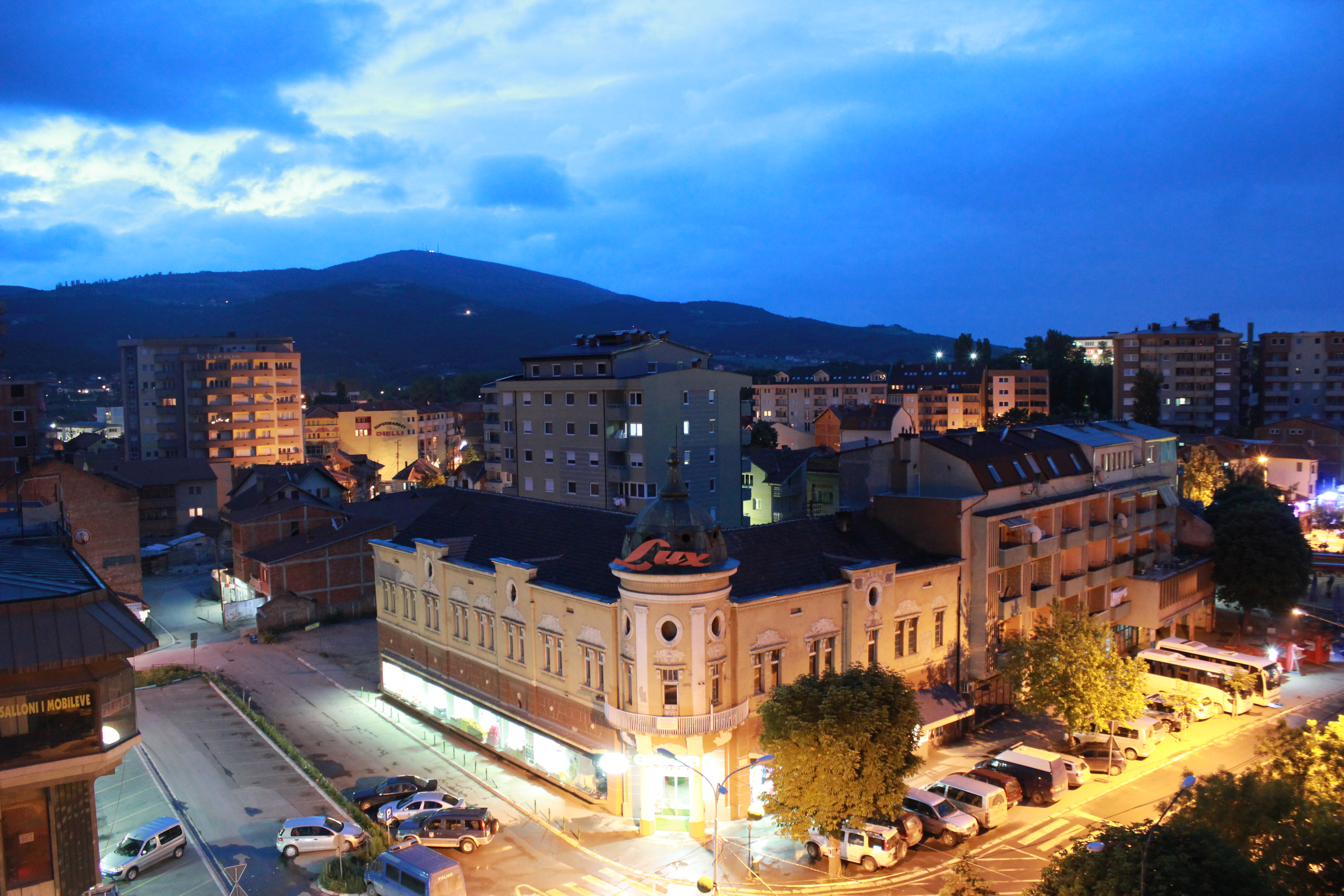
Косовська Митровиця

На території округу проживає 275,9 тис. осіб
| 1948   | 1953   | 1961   | 1971   | 1981   | 1991   | 2011     |
| ------ | ------ | ------ | ------ | ------ | ------ | -------- |
| 117514 | 134219 | 159648 | 196466 | 234667 | 275904 | 232833 · |

|  |